# Aleksandr Winokurow (polityk)
Aleksandr Nikołajewicz Winokurow (ros. Александр Николаевич Винокуров, ur. 9 sierpnia 1869 w Jekaterynosławiu, zm. 9 listopada 1944 w Moskwie) – rosyjski rewolucjonista, komunista, radziecki polityk, przewodniczący Sądu Najwyższego ZSRR (1924-1938).

## Życiorys
1888-1894 studiował na Wydziale Medycznym Uniwersytetu Moskiewskiego, od 1893 związany z ruchem rewolucyjnym w Rosji. Był jednym z założycieli organizacji socjaldemokratycznej w Jekaterynosławiu, za co 1895 został aresztowany i uwięziony, a 1897 skazany na zesłanie na Syberię, z której wrócił w 1902. Od 1898 członek SDPRR, po rozłamie w partii bolszewik, 1902-1904 pracował jako lekarz w Kormie, 1905-1908 w Jekaterynburgu, później w Petersburgu. W 1917 pełnił funkcję przewodniczącego Rady Kolegium Lekarzy, od października 1917 przewodniczący Miejskiej Dumy Piotrogrodu, a od 1917 członek Kolegium Ludowego Komisariatu Pracy Rosyjskiej Republiki Radzieckiej. Od 20 marca 1918 do 4 listopada 1919 i ponownie od 16 kwietnia 1920 do 30 czerwca 1921 był ludowy komisarz ubezpieczeń społecznych RFSRR, 1921-1924 członek Centralnej Komisji Walki z Głodem przy WCIK, od stycznia 1924 do maja 1938 przewodniczący Sądu Najwyższego ZSRR, następnie do śmierci szef wydziału Ludowego Komisariatu Ochrony Zdrowia ZSRR. Odznaczony Orderem Czerwonego Sztandaru. Pochowany na Cmentarzu Nowodziewiczym.